# マルチタップ (コンピュータゲーム)
マルチタップ（Multitap）は、コンピュータゲームを複数人（特に3人以上）で遊ぶ際に、人数分のゲームコントローラを接続するために使用する周辺機器（ハブ）の総称である。最初のコントローラハブであるPCエンジンのマルチタップの商品名が一般名詞化したものである。

## 概要
1987年に日本電気ホームエレクトロニクス（NEC-HE）が発売したPCエンジンでは、コントローラ接続用端子が標準では1個で、NEC-HEの純正で最大5個のコントローラが接続可能なマルチタップを使用することで最大5人まで遊べるようになる。これにより、ハドソンからは5人同時プレイ対応のアクションRPG『ダンジョンエクスプローラー』が発売された他、ナムコの『プロテニス ワールドコート』ではファミコンの『ファミリーテニス』では実現しなかった4人同時プレイによるダブルス対戦が可能になっている。また、NEC-HEからは1992年に無線方式で最大5人同時プレイが可能なコードレスマルチタップも発売されている。
1983年に任天堂から発売されたファミリーコンピュータの場合、コントローラは本体固定式のものが標準で2個接続されているが、一部のソフトではこれ以外に本体の前面にある拡張端子に別売のコントローラを接続することで、3人以上で同時にゲームをプレイすることが可能になる。ただし、初期のゲームでは別売のコントローラ（主に連射機能を備えたもの）はプレイヤー1のコントローラの代用品として使われることが通例であり、3人以上の同時プレイへの対応は1986年発売の『もえろツインビー シナモン博士を救え!』が初となる。
HAL研究所が1985年に発売したジョイスティック「ジョイボール」は連射機能の搭載で人気を博したが、このジョイボールを2人同時に使用するための別売り周辺機器「ジョイペア」がマルチタップとしては最古の部類に入るものとして知られている。1990年発売の『ダウンタウン熱血行進曲』の場合、この「ジョイペア」のプレイヤー1・プレイヤー2に接続したコントローラがそれぞれプレイヤー3・プレイヤー4に割り当てられる構造であった。
その後、1996年に任天堂が発売したNINTENDO 64では本体に標準仕様で最大4個までのコントローラ接続端子が用意されるなど始めから多人数での同時プレイを前提にしたハードウェア設計が主流になって行く。2000年代後半に発売されたXbox 360、PlayStation 3、Wiiのコントローラは無線接続の対応が標準となり、これ以降の世代のゲーム機でマルチタップが発売されることは殆どなくなった。なお、殆どのコントローラの接続端子でUSBポートが実装されるようになったため、市販のUSBハブをマルチタップとして使用する形での有線接続に対応している。

## マルチタップの一覧
以下は、市販されたマルチタップの一覧である。原則としてメーカー純正品及びライセンス商品のみを記載する。

### PCエンジン

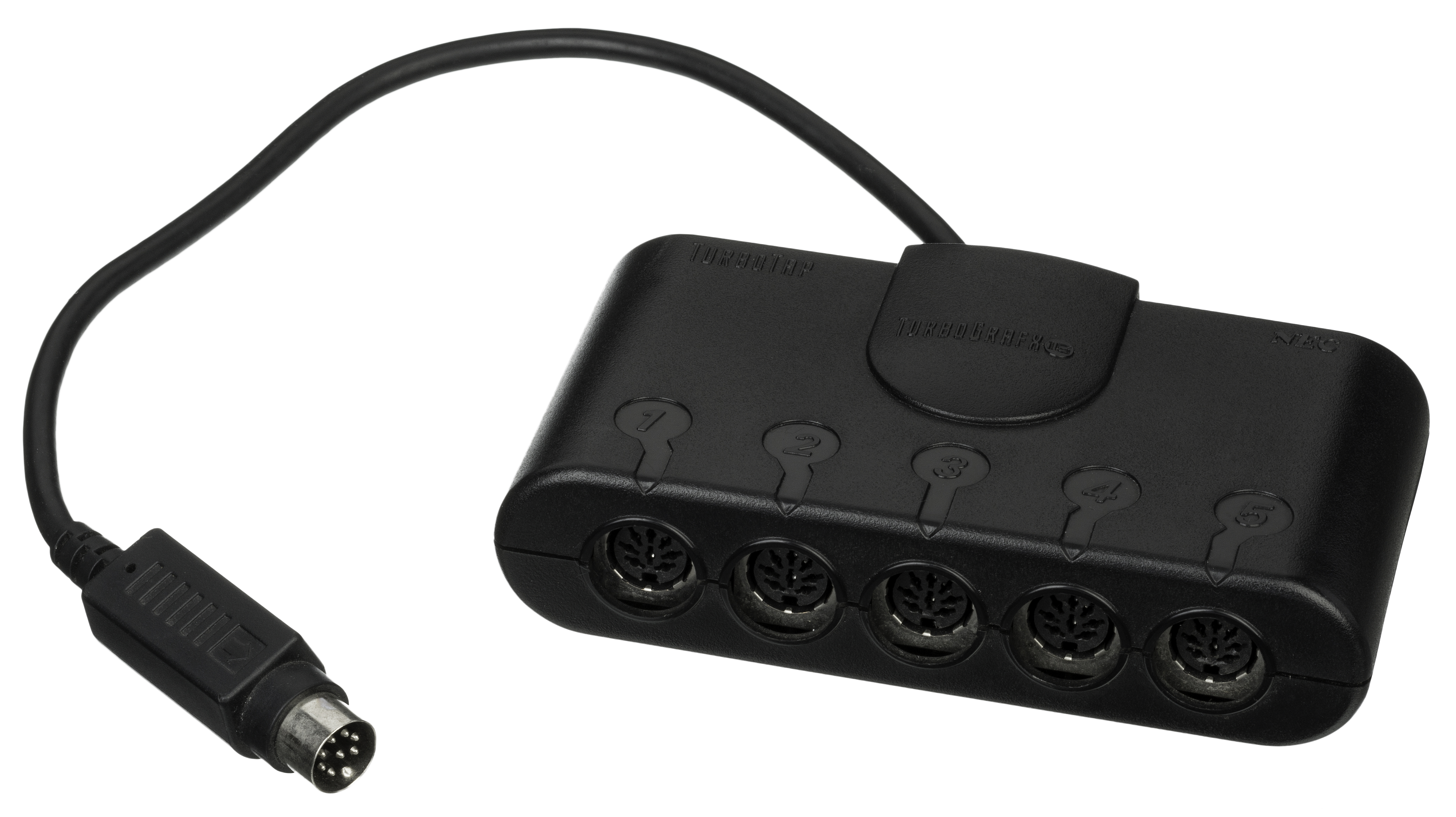
マルチタップ（PCエンジン用）

- マルチタップ（日本電気ホームエレクトロニクス）- 端子5個。
- バトルタップ（ビッグ・クラブ）- 端子4個。
- JOYTAP3（ハドソン）- 端子3個。
- X-HE2（電波新聞社）- 端子2個。
- ツインタップ（シュールド・ウェーブ）- 端子2個。
- コードレスマルチタップセット（日本電気ホームエレクトロニクス）- 無線式で最大5個のコントローラ（別売）を接続。

### ファミリーコンピュータ
- ジョイペア（HAL研究所）- 端子2個、ソフトにより4人同時プレイ対応。
- ツインアダプタ（HORI）- 端子2個、ソフトにより4人同時プレイ対応。
- 4PLAYERS ADAPTOR（HORI）- 端子4個、4人同時プレイ対応。
- X-F1（電波新聞社）- 端子2個。実態はゲームパッドコンバータであり、ATARI仕様のゲームパッドを接続してファミコン用に変換する。

#### マルチタップに準ずる周辺機器
- アスキースティック（アスキー）- ジョイスティック。本体後部にプレイヤー2用の拡張端子を装備。
- パーティータップ（ヨネザワ）-『ギミア・ぶれいく 史上最強のクイズ王決定戦』同梱のコントローラ、ソフトとの別売もされた。

最大で6人同時プレイに対応しており、タップ6個が標準装備となっている。対応ソフトは4タイトルのみ。
- ファミリーキング（スピタル産業）
- ファミリーチャンプ（スピタル産業）
- ファミリーチャンプターボ（スピタル産業）

ファミリーキング・ファミリーチャンプ・ファミリーチャンプターボのいずれも1P用「TYPE1」の専用端子（ファミコン本体の端子とは異なる）に2P用「TYPE2」を接続する仕様となっている。

### Nintendo Entertainment System
いずれも製造元はHORIだが、販売は任天堂が行った。
- NES Satellite - 端子4個、4人同時プレイ対応。無線式で、タップ側のボタンにより連打機能も追加される。
- NES Four Score - 端子4個、4人同時プレイ対応。Satelliteより後に発売された有線式。連打機能が追加される点は同様。

### メガドライブ

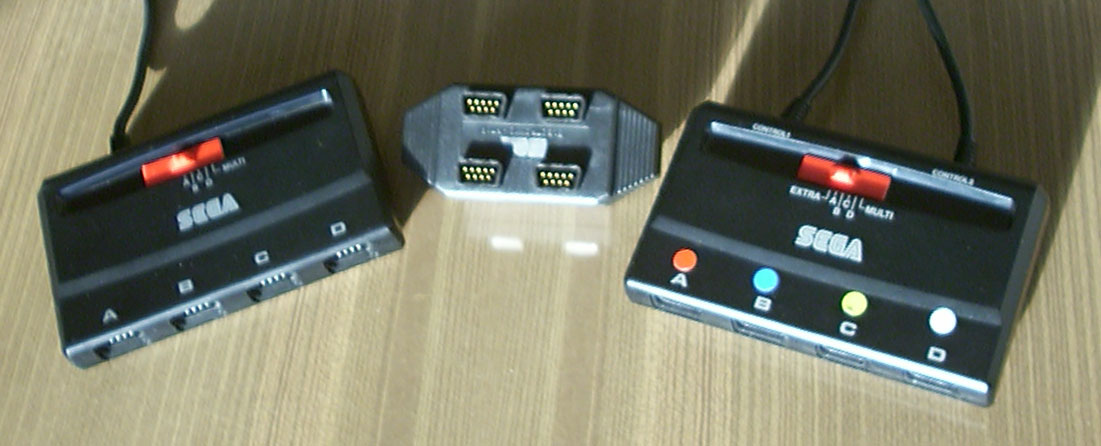
セガタップ（左）

- マルチセレクター セガタップ（セガ）- 端子4個、5人同時プレイ対応（プレイヤー2のコントローラ端子に接続）。

通常のマルチタップとして以外にセレクタ機能を搭載しており、プレイヤー1が複数のジョイスティックをセレクタで切り替える使い方も可能。

### スーパーファミコン

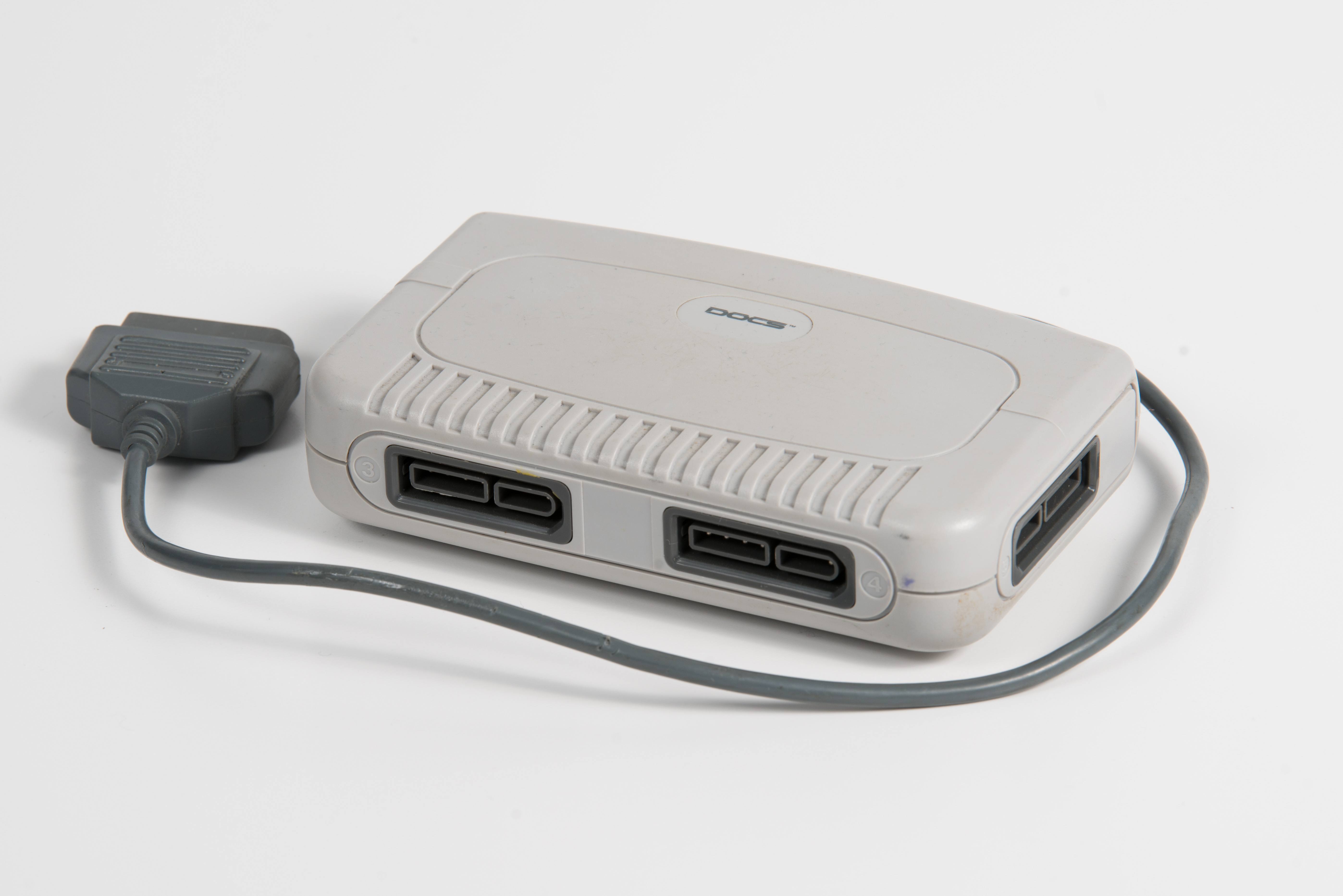
マルチタップ（スーパーファミコン用）

本機のマルチタップは、「マルチプレイヤー5」の名称で任天堂が規格を定めており、対応ソフトには「マルチプレイヤー5対応」のマークが付けられている。任天堂自体からは発売せず、以下のライセンス品のみが発売されただけであり、パッケージには「マルチプレイヤー5」のマークが付けられている。『星のカービィ スーパーデラックス』などの非対応ソフトはマルチプレイヤー5を接続したまま起動するとエラー画面が出る。
- スーパーマルチタップ（ハドソン）- 端子4個、5人同時プレイ対応。
  - スーパーマルチタップ2（ハドソン）- 端子4個、5人同時プレイ対応。同社のゲームキャラクター「ボンバーマン」をモチーフにしたデザイン。
- ホリマルチタップ（HORI）- 端子4個、5人同時プレイ対応。

### Super Nintendo Entertainment System
公式品では同様にハドソンなどが「Super Multitap（マルチプレイヤー5に該当）」を開発・販売した。

### Wii U・Nintendo Switch・Switch 2
- Wii U用ゲームキューブコントローラ接続タップ（任天堂）- ニンテンドー ゲームキューブ コントローラに対応する端子4個、別途USBハブと合わせた2台接続で8人同時プレイ対応。Wii Uでの対応ソフトは『大乱闘スマッシュブラザーズ for Wii U』のみ。後にNintendo Switch用ソフト『大乱闘スマッシュブラザーズ SPECIAL』の発売に合わせた同一仕様品「ニンテンドー ゲームキューブ コントローラ 接続タップ」も発売された。その他、『スーパーマリオ 3Dコレクション』（『サンシャイン』のみ）が公式に対応している。任天堂以外では『eBASEBALLパワフルプロ野球2020』など、独自に対応している例もある。SwitchやSwitch 2では他ソフトでも動作するが、他のコントローラーよりボタン数が少ないため正常にプレイできない場合がある[1]。

### セガサターン

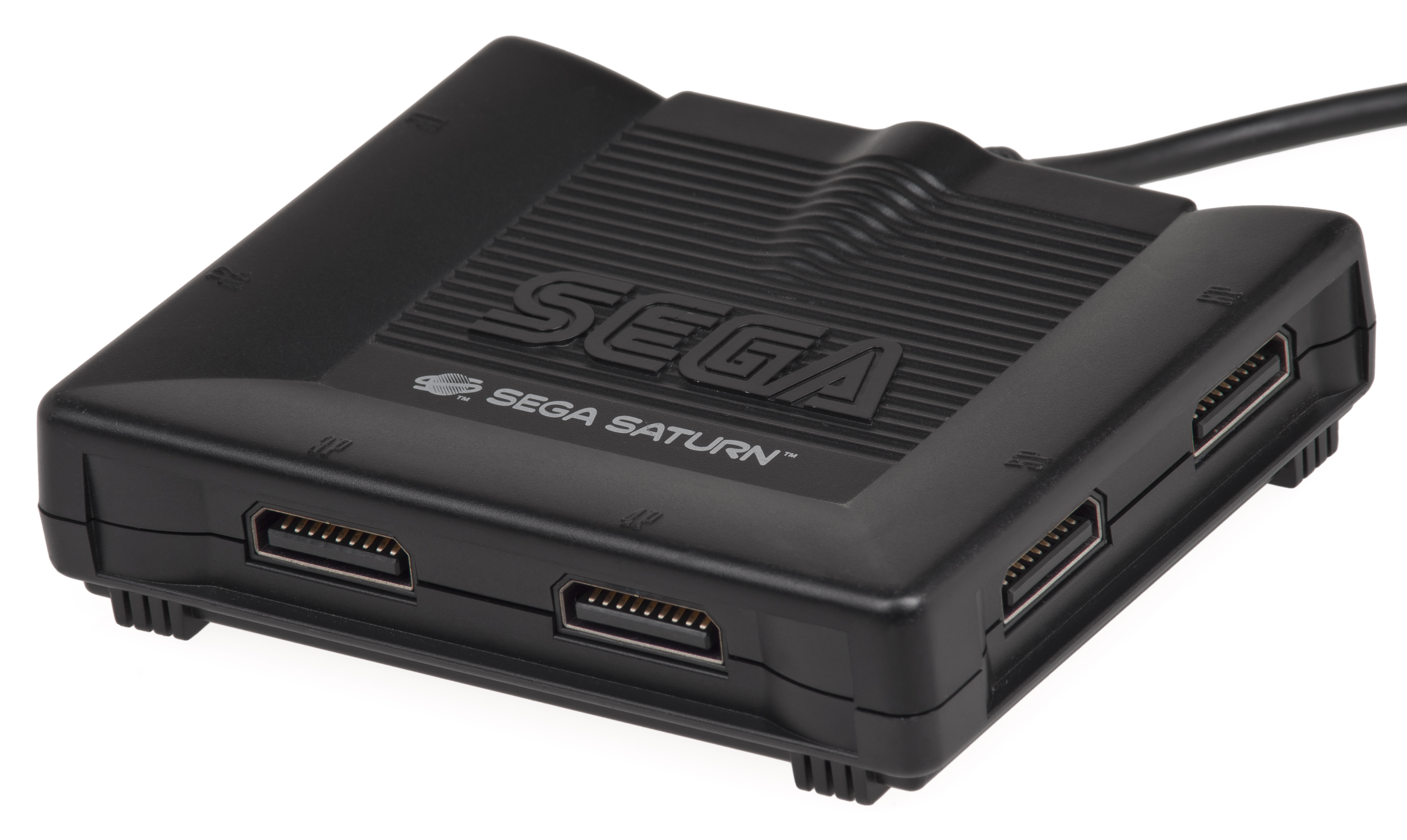
マルチターミナル6（海外版）

- マルチターミナル6（セガ）- 端子6個、7人同時プレイ対応。

マルチターミナル6を2個用意し、プレイヤー1・2のコントローラ端子に同時接続すると最大12人同時プレイに対応。
- SBOMマルチタップ（ハドソン）- 端子6個、7人同時プレイ対応。

『サターンボンバーマン』との同梱セット。「SBOMジョイカード」1個付属。

### PlayStation・PlayStation 2

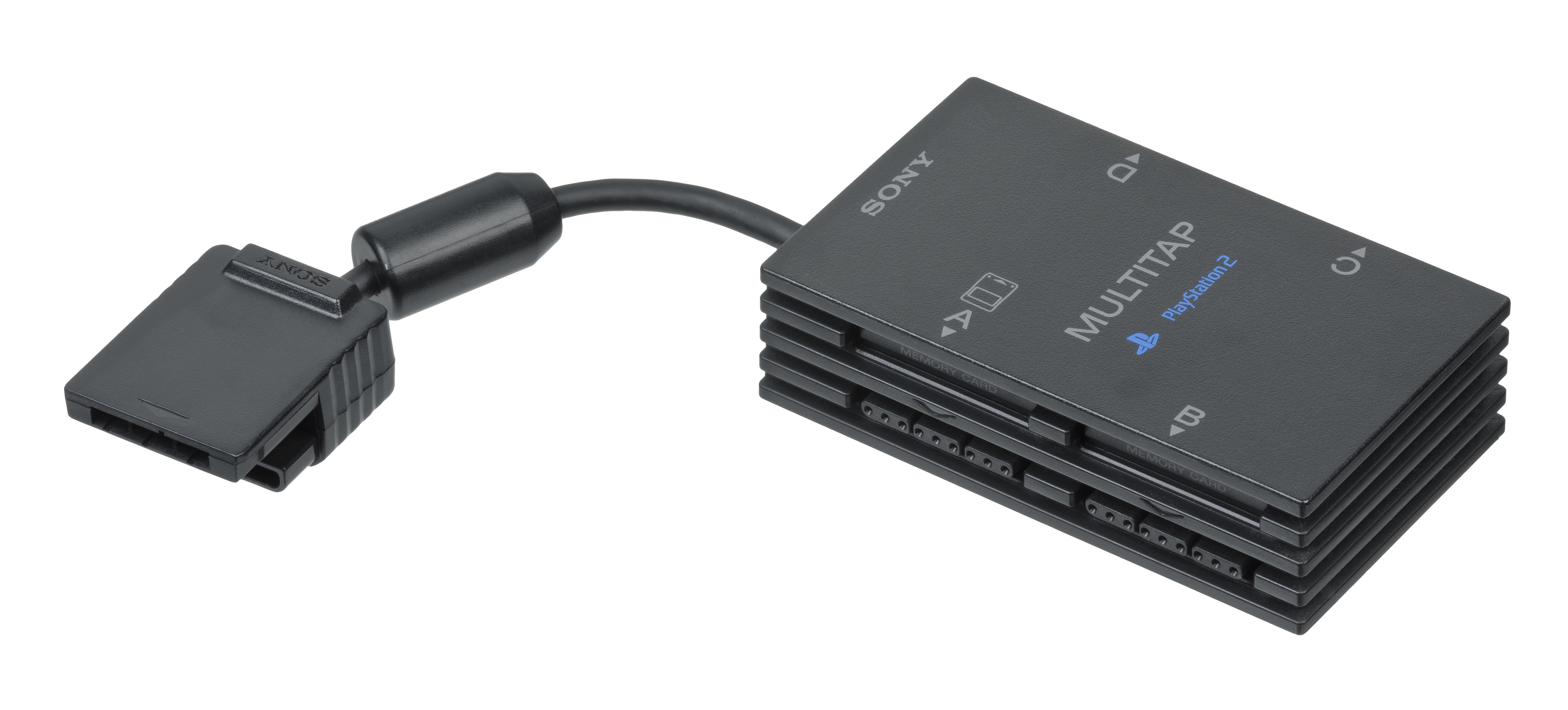
マルチタップ（PlayStation 2用）

初期型PlayStation 3でPS/PS2互換を使う場合、マルチタップはコントローラー番号の配分をアルファベット付きの記号に変更することで再現することは可能だが、PS3の仕様で無線接続では7台までしか同時接続できず、有線だともっと少なくなる可能性がある。また、PS3の仕様の問題でPS/PS2用アーケードコントローラーは通常ツナイデントなどを使用しない限り接続・認識は不可能。

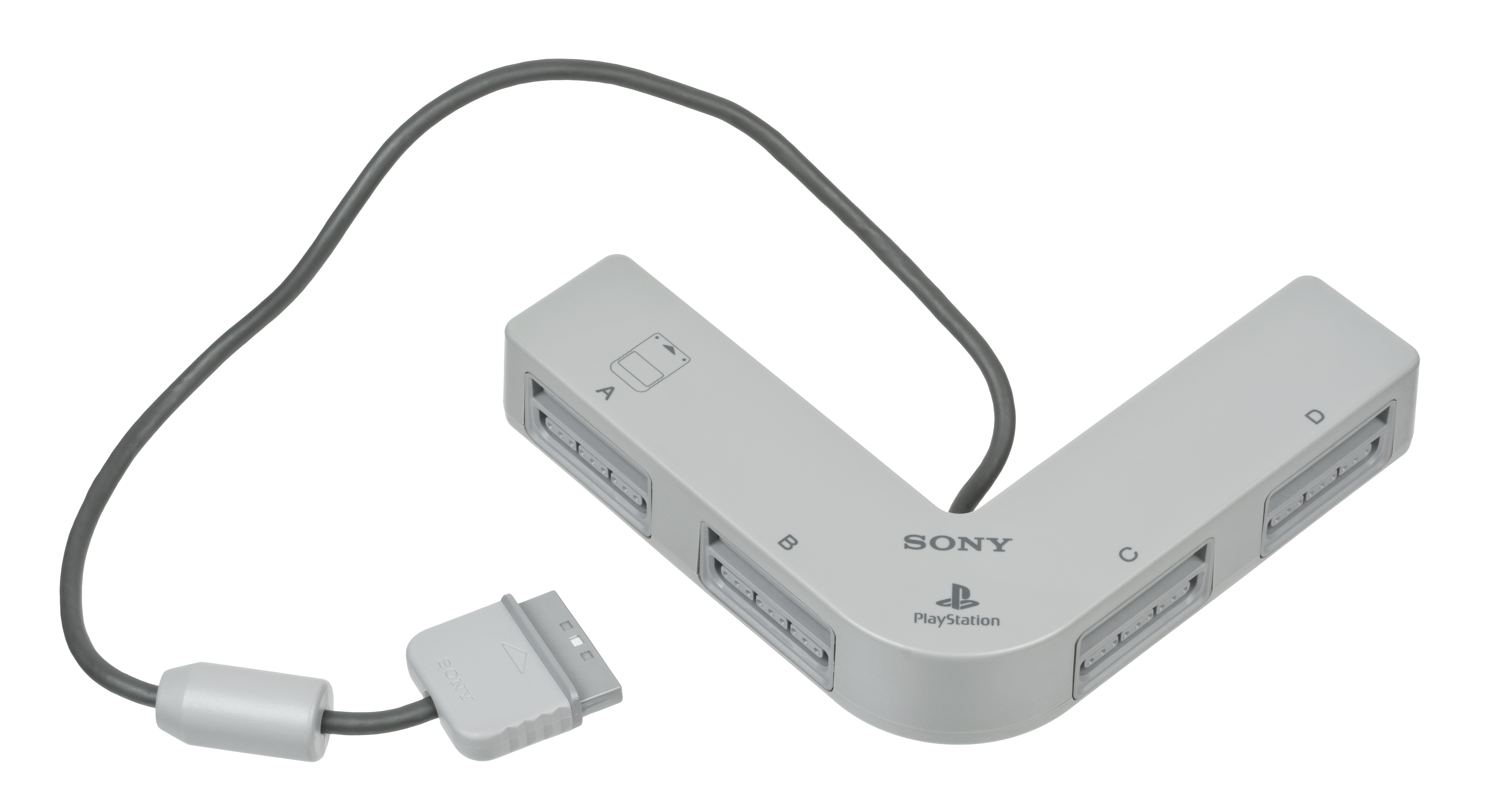
マルチタップ（PlayStation用）

- SCPH-1070（ソニー・コンピュータエンタテインメント）- 端子4個、5人同時プレイ対応。
- SCPH-1070H（ソニー・コンピュータエンタテインメント）- 端子4個、5人同時プレイ対応。メモリーカードも端子の分増設可能であり、本品を2つ使えば最大8人もの同時プレイが可能になる[2]。

PS用。PS2ハードではPS用ゲームにのみ使用可。
- SCPH-10090（ソニー・コンピュータエンタテインメント）- 端子4個、5人同時プレイ対応。

SCPH-55000以前のPS2ハード専用。PS2用ゲーム専用。
- SCPH-70120（ソニー・コンピュータエンタテインメント）- 端子4個、5人同時プレイ対応。

SCPH-70000以降のPS2ハード専用。PS/PS2用ゲーム両対応。
マルチタップを2個用意し、1・2のコントローラー端子に同時接続すると最大8人同時プレイに対応（PS2）。

### パーソナルコンピュータ
- デュアルジョイポート（ゲームアーツ）- 端子2個、2人同時プレイ対応。

PC-88VA（日本電気）専用ソフト『プロ野球ファミリースタジアム ペナントレース版』の対戦モード用マルチタップ。端子部分はATARI仕様のゲームパッドに対応している。